# (6183) Вискам
(6183) Вискам (лат. Viscome) — астероид, относящийся к группе астероидов пересекающих орбиту Марса. Он был открыт 16 сентября 1987 года американским астрономом Кэролин Шумейкер в Паломарской обсерватории и назван в честь американского астронома Джорджа Вискама (англ. George R. Viscome).

Орбита астероида Вискам и его положение в Солнечной системе